# ANTHEM (バンド)
ANTHEM（アンセム）は、1980年代初期から活動している日本のヘヴィメタルバンド。
1985年にデビュー。1992年に解散。2001年に再結成。

## メンバー
再結成前は、リーダー兼メインソングライターである柴田とドラムの大内以外、メンバーチェンジの激しいバンドであった。再結成後は、1990年代後半に柴田と共にLOUDNESSのドラマーとして活動していた本間を加えた過去にないラインナップで、10年以上メンバーチェンジもなく安定した活動を続けた。2004年以降、本間が膝を悪化させてからは何度か休業と復帰を繰り返していたものの、2013年4月に脱退した。本間が休業中の間のサポートドラマーの中には、再結成以前のドラマーであった大内もいた。再結成以降のボーカルを担ってきた坂本は、2014年2月にそれぞれの音楽性を悔いなく追求するために脱退、後任者として1988年から1992年の解散まで在籍していた森川が再加入、同時にサポートメンバーの田丸の正式加入が発表された。

### 現在のメンバー
第10期（2014年 - ）
- 森川之雄：ボーカル
- 清水昭男：ギター、作曲
- 柴田直人：ベース、作詞、作曲
- 田丸勇：ドラム

### 過去のメンバー
| 期     | 時期            | ボーカル           | ギター   | ベース   | ドラムス           | 備考                                                                    |
| ------ | --------------- | ------------------ | -------- | -------- | ------------------ | ----------------------------------------------------------------------- |
| 第1期  | 1982年 - 1983年 | 前田“トニー”敏仁   | 小柳彰史 | 柴田直人 | 大内“MAD”貴雅      |                                                                         |
| 第2期  | 1984年          | 前田“トニー”敏仁   | 福田洋也 | 柴田直人 | 大内“MAD”貴雅      |                                                                         |
| 第3期  | 1985年 - 1987年 | 坂本英三           | 福田洋也 | 柴田直人 | 大内“MAD”貴雅      |                                                                         |
| 第4期  | 1988年 - 1990年 | 森川之雄           | 福田洋也 | 柴田直人 | 大内“MAD”貴雅      |                                                                         |
| 第5期  | 1990年          | 森川之雄           | 中間英明 | 柴田直人 | 大内“MAD”貴雅      |                                                                         |
| 第6期  | 1991年 - 1992年 | 森川之雄           | 清水昭男 | 柴田直人 | 大内“MAD”貴雅      |                                                                         |
| 第7期  | 2000年          | グラハム・ボネット | 清水昭男 | 柴田直人 | 大内“MAD”貴雅      |                                                                         |
| 第8期  | 2001年 - 2013年 | 坂本英三           | 清水昭男 | 柴田直人 | 本間大嗣           | 本間は2012年に膝が悪化したため一時離脱。2013年4月27日に脱退を表明した。 |
| 第9期  | 2013年 - 2014年 | 坂本英三           | 清水昭男 | 柴田直人 | 田丸勇（サポート） |                                                                         |
| 第10期 | 2014年 - 現在   | 森川之雄           | 清水昭男 | 柴田直人 | 田丸勇             |                                                                         |

### サポート、ゲストメンバー
- 三国義貴：キーボード（1988年）
- ドン・エイリー：キーボード（1990年、1992年）
- 高濱祐輔：キーボード（2011年 - ）
- 長田昌之：ドラム（2005年）
- 田丸勇：ドラム（2008年、2012年 - 2014年）

## 来歴

### 結成からデビューまで
元ブラック・ホールのベーシスト、柴田直人を中心に1981年に結成された。結成当時のメンバーは柴田、前田“トニー”敏仁(Vo)、元十二単の小柳彰史(G)、当時18歳の大内“MAD”貴雅(Dr)の4人。結成当時のステージネームは柴田“マグナム”直人、前田“アンヴィル”敏仁、小柳“レイヴン”彰史、大内“ヴェノム”貴雅であり、主に渋谷のライブハウス「屋根裏」等で活動していた。
その後「もっと強力なギタリストが欲しい」と考えたバンドは小柳を解雇。
1983年、元アンサーの福田洋也(G)を迎える。同年、“関西ヘヴィ・メタル殴りこみギグ”に参加。このライブがきっかけで44MAGNUMやMARINOのサポートを務めた。
1984年にはオムニバス・アルバム『HEAVY METAL FORCE』にSABBRABELLS、ヴェイルらと参加。バンドは「Warning Action!」を提供（現在この音源は「OFFICIAL BOOTLEG」に収録されている）。レコード・デビューの話が舞い込みEARTHSHAKERの石原慎一郎をアドバイザーに迎え、デビューに向けてデモテープを作成し始めたが（こちらも「OFFICIAL BOOTLEG」に収録されている）、ヴォーカルの前田がツアーの疲労と音楽性の食い違いにより脱退。前田は2年後、藤本泰司のバンド、DANCERに加入。
ヴォーカル脱退により活動を半年近く休止。
1985年、オーディションの結果、元レゾナンスの坂本英三(Vo)が加入。後に加入する森川之雄もオーディションに参加していたが、バンドは坂本を選択。

### デビュー
1985年、キングレコードより「ANTHEM」でデビュー。
1986年4月、2ndアルバム「TIGHTROPE」をリリース。同年11月2日、学園祭でのライヴにて主催した学生のミスにより数十人の学生が酸欠で倒れる事故が起こった。
1987年3月、3rdアルバム「BOUND TO BREAK」をリリース。同年6月には海外公演も行い、その海外公演を収めたライブ・アルバム「THE SHOW CARRIES ON!」を10月にリリース。その後、坂本英三がバンドへの責任感からくるプレッシャーとツアーによる疲労、プライベートでは子供ができたために音楽で生活するには不安という理由から脱退。代替メンバーとして森川之雄が加入した。
1988年5月、森川加入後の第一作として4thアルバム「GYPSY WAYS」をリリース。
1989年5月、5thアルバム「HUNTING TIME」をリリース。この頃からリーダー柴田と福田洋也との間に軋轢が発生。
1990年2月、次回作のアルバムのレコーディング終了後、浜松でのライヴを最後に福田が脱退。「即戦力となるギタリストが必要」と判断したバンドは3月には元ハリー・スキュアリーのギタリスト中間英明を加入させ、6thアルバム「NO SMOKE WITHOUT FIRE」をリリース。4月には韓国公演を行った。
1991年初頭、中間がバイク事故を起こしたため活動停止。しかし、中間とバンドメンバーとの活動方針に対する意見の相違が原因で中間は脱退。中間は脱退理由について「海外へのアプローチではなく日本向けのハードロックを日本語でレコーディングする」事への違和感を理由に脱退したと述べていたが、柴田は2017年のBURRN! JAPANのインタビューでWikipediaの当項目に「海外へのアプローチをするという約束で加入させた中間が、バンドの活動領域が日本に留まっていることに耐えかね、脱退を申し入れた」と書かれていた件に触れ「そうした認識は全くない」とし、「彼にあったのだとすると、それが彼の真実であるんでしょうけど僕は全く違う（苦笑）。僕は海外に行かないと言ったことはないですね。海外レコーディングが中止になったのは僕のせいではなく湾岸戦争のせいですから」と、中間の考えとは違う理由を述べている。同年8月、森川の知り合いを通じてオーディションに参加した当時20歳の清水昭男が加入。数か月後、レコーディングのために渡英。
1992年3月、7thアルバム「DOMESTIC BOOTY」をリリース。同年5月、森川の脱退により解散を表明。同年7月の日清パワーステーションのライヴを最後に解散。

### 解散後
解散後、ライブ・アルバム「LAST ANTHEM」と「BESTⅡ」がリリースされたが、これらのアルバム制作にはメンバーは一切関与していない。
坂本英三
1989年にバンド・練馬マッチョマンを結成し、1枚だけアルバムをリリースした後、活動を休止。1996年には「さかもとえいぞう」名義でアニメタルのヴォーカリストとしてメジャーに復帰。1stの「アニメタル・マラソン」は30万枚以上の売上を記録した。その後はJAM Projectに同じくさかもとえいぞうとして参加するなど、アニメ界での活動も行う。（アンセムではこれまで通り坂本英三）2020年11月、ツイキャスにて盟友・福田洋也と新バンド結成を発表。2021年春、坂本英三×福田洋也の作品を発表予定。
福田洋也
1990年、「バンドの方向性」に疑問を感じるといい、ANTHEMを脱退。後に元ANTHEM、現TYOのTony前田（Vo）と「FINGER」を結成するも数年後には解散。1990年代中半から「MI JAPAN渋谷校」の講師を務めており、女性ロックシンガー、真行寺恵里のラジオ番組でギター講座のコーナーを設けていた。
1998年、「演歌メタル」をリリース。1999年に初のソロアルバム『Resuscitation』をリリース。
2001-2002年には、JAM ProjectのライブやCD等にも参加。
2002年7月にはジャパニーズヘヴィメタルハードロックミュージシャンのコンピレーション・アルバム『Skill and Shout it lets out[1]』をリリース。初のトータルプロデュースアルバムになる。
2003年にはかねてからの職業難聴のため左耳の聴力が3分の1になってしまったということもあり、音楽界から引退して写真家に転向。
2005年には、ANTHEM 20th ANNIVERSARY TOURにギタリストとして参加。「ANTHEM 20th ANNIVERSARY TOUR 2005」が販売された。
2008年、ミュージシャンとしてのオフィシャルHP「hiroya.com[2]」を閉鎖。カメラマン（写真家）としてのオフィシャルHP「GIRLIZM[3]」が現在のメインHPとなる。
2009年、ソロアルバム『Resuscitation[4]』がiTunes Storeで配信開始。
2010年7月、ANTHEM 25th Anniversary全国ツアーに参加。これを機に「ギタリスト完全復活」を遂げる。
2012年、元D.T.RのVo の竹内光雄と「フルコンタクト」を結成。アコースティック・ギターとコーラスを担当。しかし竹内との性格等の不一致から解散。
2013年、映画「リュウセイ」の音楽を担当。
2015年、Tank Horiuchi(Percussion)とアコースティックユニットR.C.G.T結成。
2016年、全国ソロライブツアー、2017年、全国ソロライブツアー(HIGH VOLTAGE DANGER)、
2019年、全国ソロライブツアー(Live or Die Tour2019)38公演、それぞれ開催。10月19日の広島・呉ケラウスランブラでは盟友・坂本英三とライブを開催
2020年、新バンドThunderのレコーディング。ミニアルバム発売予定。3月、動画配信サイト「ツイキャス」を開始。5月、WEB STORE「Live or Die～福田"Hiroya”洋也 WEB STORE」を開設。6月、アコースティック・ユニットのEP「R.C.G.T」がApple Musicで配信開始。6月、ソロアルバム「Resuscitation」がApple Musicで配信開始。9月13日よりソロライブツアー「2020 Live or Die R02」を開始。ライブはツイキャスにて生配信を行う。9月、新バンドThunderの2曲入りDEMO音源をライブ会場にて限定販売。11月、ツイキャスにて盟友・坂本英三と新バンド結成を発表。
2021年春、坂本英三×福田洋也の作品を発表予定。
中間英明
エメラルド・フォレストを結成するも長く続かず、その後渡米しバンド『ヘレン・バック』を結成。
森川之雄
清水とともにハリウッドを結成するも数回のライヴを経て活動休止。1995年にはロックンロールバンド「THE POWERNUDE」を結成。2003年には元プレシャスの梶山章とゴールドブリックを結成した。
清水昭男
バンド「シャイ・ブルー」を結成するがレコード会社とのトラブルにより2年で解散。その後は作曲家・スタジオ・ミュージシャンとして活動。主にTOKIOを中心に楽曲提供をしており、2005年にはトラジ・ハイジに「ファンタスティポ」を提供した。
大内貴雅
1998年にバンビィノでデビューするも2年で解散。その後は中山加奈子、LOOPUSの澄田健らとともにVooDoo Hawaiiansを結成。2004年には森川のTHE POWERNUDEに参加したが、2005年末に脱退。他、2003年から2005年末まで廣瀬洋一とのHEESEY WITH DUDESで活動していた。現在はジョージ吾妻率いる5Xに在籍している。
柴田直人
バンド解散後、バンド活動での精神的疲労によりヘヴィメタルの世界から距離を置き、ビーイングの作曲家として活動していたが、1994年12月、LOUDNESSに加入。なおLOUDNESS以前にSLYに勧誘を受け加入するが正式デビュー前に脱退している。

### 再結成
長年CLUB CITTA'を聖地としており、ツアーを行う際、東京近辺の公演は毎回同所で行っていた。2019年、公式ホームページ上で離れることを表明した。
1999年、グラハム・ボネットをゲストに迎え入れる。元々このプロジェクトはANTHEMそのものの再結成は視野に入っておらず、柴田とグラハムの単発プロジェクト扱いであった（当時柴田はLOUDNESS在籍中）。
2000年、ANTHEMの楽曲を全英語詞で再録したアルバム「HEAVY METAL ANTHEM」を発表。ギターは清水昭男、ドラムは大内貴雄。本作及びライヴの評判が良く、さらに柴田が在籍していたLOUDNESSがデビュー当時の編成に戻ることが決まったため、本間と共に脱退。結果的にANTHEM再結成への準備が整った。坂本もアニメタルを前年に活動休止しており、加入に障害が無かった。なお、森川にも再加入を打診したがこの時点では辞退している。
2001年、柴田が、坂本英三、清水昭男、LOUDNESS時代の盟友・本間大嗣を迎え入れ再結成。
2001年8月、ビクターより再結成第一弾となる8thアルバム「SEVEN HILLS」を発表。同年秋、ツアーを開始。
2002年10月には9thアルバム「OVERLOAD」をリリース。
2003年1月、ツアーを開始。同年5月にはこのツアーを収めたライブ・アルバム「LIVE MELT DOWN」を、同年8月にはCLUB CITTA'公演を収めたDVD「LIVE MELT DOWN THE SHOW STILL CARRIES ON」をリリースするとともに「夏の陣」と題したツアーを開始。元々は坂本の2003年の冬のツアーでの発案による夏のツアーだったが、以後アンセムの夏のツアーは恒例となっている。
2004年7月、10thアルバム「ETERNAL WARRIOR」をリリース。
2005年、本間が膝の手術をするアクシデントもあったが、7月にはデビュー20周年を機に歴代メンバーを集結させてライヴツアーを行った。同年11月には20周年ツアーを収めたDVD「ANTHEM 20th Anniversary Tour 2005」をリリース。
2006年7月、アルバムリリース前にショートツアーを実施。その後8月に11thアルバム「IMMORTAL」をリリース。同年11月にツアー開始。
2007年7月、ベスト「CORE～BEST OF ANTHEM」をリリースするとともにツアーを開始。9月にはかつての事務所の後輩であったOutrageのデビュー20周年ライブの前座に『ANTHEM 88』として参加。同年10月、「LOUD PARK07」に出演。同年11月～12月、ツアーを開始。
2012年4月、本間が自身の体調不良のため、無期限の休養に入る。以後、サポートドラマーを起用し活動を行う。
2013年1月、リーダー柴田が昨年12月の定期健診で胃がんが発見されたことを公表。早期発見であるため同年1月末に手術、5月に行われたOzzfest JAPAN 2013で無事復帰している。同年4月27日、ドラムの本間がANTHEMを脱退する事をHP上で発表した。
2014年2月、それぞれの音楽性を追求するため、再結成当初からのボーカルである坂本が脱退。後任として1988年から1992年の解散まで在籍していた森川之雄が再加入。同時にサポートメンバーであった元夜叉のドラマー、田丸勇が正式メンバーとなることをHP上で発表した。
2018年、サイドプロジェクトとしてANHTEMの楽曲以外のカヴァーを専門に演奏するバンド「THE MAN」を結成。元GargoyleのKENTAROをゲストに迎えたツインリード編成。バンド名はANTHEMのアナグラム。柴田、清水、田丸にGALNERYUSの小野正利とYUHKI、島紀史の3人のゲストを擁したラインナップでも活動する。

## 影響

### 与えた影響
GLAYのギタリストHISASHI、LaputaのギタリストKouichiが好きなバンドとしてあげている。

## ディスコグラフィ

### シングル
| 発売年 | 編成   | タイトル          | レコード会社             | 備考                                                  |
| ------ | ------ | ----------------- | ------------------------ | ----------------------------------------------------- |
| 1990年 | 第4期  | LOVE ON THE EDGE  | キングレコード           | 『NO SMOKE WITHOUT FIRE』からの先行シングル           |
| 2001年 | 第8期  | GRIEVE OF HEART   | ビクター                 | 『SEVEN HILLS』からの先行シングル                     |
| 2002年 | 第8期  | THE VOICES        | ビクター                 | 『OVERLOAD』からの先行シングル                        |
| 2004年 | 第8期  | ONSLAUGHT         | ビクター                 | 『ETERNAL WARRIOR』からの先行シングル                 |
| 2006年 | 第8期  | IMMORTAL BIND     | ビクター                 | 『IMMORTAL』からの先行シングル                        |
| 2008年 | 第8期  | HEAT OF THE NIGHT | ビクター                 | 『BLACK EMPIRE』からの先行シングル                    |
| 2012年 | 第8期  | Evil One          | ユニバーサルミュージック | 『BURNING OATH』からの先行シングル                    |
| 2013年 | 第8期  | Blast             | ユニバーサルミュージック | 映画『HK 変態仮面』挿入歌 デジタル配信限定            |
| 2014年 | 第10期 | Shine On          | ユニバーサルミュージック | 『ABSOLUTE WORLD』からの先行シングル デジタル配信限定 |
| 2017年 | 第10期 | The Artery Song   | ユニバーサルミュージック | 『ENGRAVED』からの先行シングル デジタル配信限定       |

### オリジナル・アルバム
|      | 発売年 | 編成   | タイトル              | レコード会社             | 備考                                                    |
| ---- | ------ | ------ | --------------------- | ------------------------ | ------------------------------------------------------- |
| 1st  | 1985年 | 第3期  | ANTHEM                | キングレコード           |                                                         |
| mini | 1985年 | 第3期  | READY TO RIDE         | キングレコード           | 新曲2曲と『ANTHEM』収録曲の英語版を収録したミニアルバム |
| 2nd  | 1986年 | 第3期  | TIGHTROPE             | キングレコード           |                                                         |
| 3rd  | 1987年 | 第3期  | BOUND TO BREAK        | キングレコード           |                                                         |
| 4th  | 1988年 | 第4期  | GYPSY WAYS            | キングレコード           |                                                         |
| 5th  | 1989年 | 第4期  | HUNTING TIME          | キングレコード           |                                                         |
| 6th  | 1990年 | 第4期  | NO SMOKE WITHOUT FIRE | キングレコード           | ギターは福田が担当しているが、リリース前に脱退した      |
| 7th  | 1992年 | 第6期  | DOMESTIC BOOTY        | キングレコード           |                                                         |
| 8th  | 2001年 | 第8期  | SEVEN HILLS           | ビクター                 |                                                         |
| 9th  | 2002年 | 第8期  | OVERLOAD              | ビクター                 |                                                         |
| 10th | 2004年 | 第8期  | ETERNAL WARRIOR       | ビクター                 |                                                         |
| 11th | 2006年 | 第8期  | IMMORTAL              | ビクター                 |                                                         |
| 12th | 2008年 | 第8期  | BLACK EMPIRE          | ビクター                 |                                                         |
| 13th | 2011年 | 第8期  | HERALDIC DEVICE       | ビクター                 |                                                         |
| 14th | 2012年 | 第8期  | BURNING OATH          | ユニバーサルミュージック |                                                         |
| 15th | 2014年 | 第10期 | ABSOLUTE WORLD        | ユニバーサルミュージック |                                                         |
| 16th | 2017年 | 第10期 | ENGRAVED              | ユニバーサルミュージック |                                                         |
| 17th | 2023年 | 第10期 | CRIMSON & JET BLACK   | ワードレコーズ           |                                                         |

### ライブ・アルバム
| 発売年 | 編成   | タイトル                                | レコード会社             | 備考 |
| ------ | ------ | --------------------------------------- | ------------------------ | --- |
| 1988年 | 第3期  | THE SHOW CARRIES ON!                    | キングレコード           | 1987年のロサンゼルスにおける初の海外公演を収録したもの                                                                                    |
| 1992年 | 第6期  | LAST ANTHEM                             | キングレコード           | 1992年7月の日清パワーステーションにおける公演を収録（廃盤）                                                                               |
| 2003年 | 第8期  | LIVE' MELT DOWN                         | ビクター                 | |
| 2005年 | 第3期  | THE SHOW CARRIES ON! -Complete Version- | キングレコード           | 1988年の作品に未収録トラックを追加した完全版                                                                                              |
| 2005年 | 第8期  | PROLOGUE LIVE BOXX                      | ビクター                 | |
| 2010年 | 第8期  | PROLOGUE LIVE BOXX 2                    | ビクター                 | |
| 2015年 | 第10期 | TRIMETALLIC                             | ユニバーサルミュージック | DISC 3は2015年7月25日に行われた『HEADSTRONG FES.』を収めた物で、ANTHEM以外にOUTRAGE、DOUBLE DEALER、SABBRABELLSのライブも収録されている。 |

### ベスト盤・企画アルバム等

#### キングレコード
- Xanadu（1986年）
PCゲーム「XANADU」イメージソング
- BEST　1990年（廃盤）
ファン投票により選曲されたベスト。
中間英明在籍時の音源が1曲収録されている。
- BEST II　1992年（廃盤）
解散後に発売されたベスト。森川時代が中心になっている。
- デビルマン <誕生編> 音楽集　1987年（廃盤）
OVA『デビルマン <誕生編>』挿入歌として「LIGHT IT UP」「SHOW MUST GO ON」の2曲がCD盤に収録。
- FALCOM SPECIAL BOX '90　1989年（廃盤）
日本ファルコムで企画されたゲーム音楽CD4枚組ミニアルバム集でヘヴィメタルバージョンを担当、「HOLY FIGHTER」（戦国ソーサリアン）で参加。CDは廃盤ではあるが、ダウンロード販売、サブスクリプションなどの音楽配信サービスで購入及び視聴可能[13]。
- THE VERY BEST OF ANTHEM　1998年
ロッキンf編集部監修により選曲されたベスト
- ANTHEM WAYS　2001年
リーダー柴田直人による選曲、一部の曲をリテイクしたベスト。
ドリーム・イーヴルのフレドリック・ノルドストロームによるリミックス盤。
コンチェルト・ムーン、ダブル・ディーラーの島紀史(G)が一曲参加。
- OFFICIAL BOOTLEG　2005年（5000セット限定）
デビュー時から解散時までのブート音源を集めたDISC1、デビュー前のデモ音源や清水昭男のオーディション音源等を収録したDISC2、未発表映像とリーダー柴田のバンドの歴史を振り返る証言を収めたDVDの3枚を収めたボックス・セット。
- ULTIMATE BEST OF NEXUS YEARS　2012年
キングレコード時代の楽曲を集めた2枚組ベスト
- 30TH ANNIVERSARY OF NEXUS YEARS LIMITED COLLECTOR'S BOX　2015年
LAST ANTHEMを含むキングレコード時代の音源の大部分を収めたボックス・セット。

#### ビクター
- GYPSY WAYS（WIN, LOSE OR DRAW）（2000年）
- HEAVY METAL ANTHEM　2000年
グラハム・ボネットを迎えて制作された企画アルバム。
- CORE～BEST OF ANTHEM　2007年
再結成後の楽曲を集めたベスト。初回盤はDVD付属。
- ANTHEMS 2000-2011　2015年
ビクター時代の楽曲を収録したベスト。DVDにMV、柴田のインタビュー、2000年7月13日に行われたグラハムとのライブ映像が収録。

#### ワードレコーズ
- NUCLEUS（2019年3月29日）
全曲英語詞によるリ・レコーディングベスト。
イェンス・ボグレンがミキシング＆マスタリングを担当[14]。

### 映像作品
| 発売年 | 編成   | タイトル                                     | レコード会社             | 備考 |
| ------ | ------ | -------------------------------------------- | ------------------------ | --- |
| 1987年 | 第3期  | THE SHOW CARRIES ON                          | キングレコード           | |
| 2001年 | 第3期  | ANTHEM, back then                            | キングレコード           | 1987年作『THE SHOW CARRIES ON』をDVD化したもの。 柴田、坂本、当時の所属事務所社長で音楽評論家の伊藤政則との対談 当時の『BURRN!』編集部員であった大野奈鷹美のプライベートカメラで撮影されたアメリカツアーの模様 「The Juggler」「Love on the Edge」のプロモーション映像を追加収録している。 2012年にジャケットを変更して再発している。 |
| 1992年 | 第6期  | ZETA〜ANTHEM SPECIAL                         | 立東社                   | ロッキンf編集部が当時手掛けていたいた「ZETAシリーズ」の中から発売された、1992年に「日清パワーステーション」で行われた1度目の解散ライブを収めた映像作品。長らく廃盤状態となっていたが、2020年に500本限定で再発された。 |
| 2003年 | 第8期  | LIVE' MELT DOWN THE SHOW STILL CARRIES ON    | ビクター                 | |
| 2005年 | 第8期  | ANTHEM 20th ANNIVERSARY TOUR 2005            | ビクター                 | |
| 2009年 | 第8期  | LIVE IMMORTAL                                | ビクター                 | |
| 2013年 | 第9期  | LIVE UNBROKEN LIVE AT CLUB CITTA' 2013.07.27 | ユニバーサルミュージック | 初めてBlu-ray Discの形態も発売された。 |
| 2015年 | 第10期 | BLAZING FAITH〜revisited                     | ユニバーサルミュージック | |
| 2016年 | 第10期 | 30+                                          | ユニバーサルミュージック | |
| 2016年 | 第10期 | Loud ∞ Out FEST 2016                         | ユニバーサルミュージック | オムニバス。 2016年5月に行われた「Loud ∞ Out FEST 2016」のライブを収めた作品。 ANTHEM以外ではLOUDNESS、Outrage、LOST SOCIETYのライブを収録。 |
| 2018年 | 第10期 | ATTITUDE 2017 -Live and documents-           | ワードレコーズ           | DVDとBlu-rayの2形態で発売され、初回限定盤には2枚組CDが付属している。 |
| 2018年 | 第10期 | 柴田直人 生誕60周年記念 METAL MAN RISING     | ワードレコーズ           | 柴田直人の生誕60周年を記念したライブを収めた作品。現ANTHEMメンバーに加え、ANTHEMの歴代ヴォーカリスト、柴田がANTHEM以前に参加していたBLACK HOLEの元メンバー、LOUDNESSの高崎晃が参加した。 |
| 2018年 | 第10期 | ANTHEM / SABBRABELLS HEADSTRONG FES.18       | ワードレコーズ           | 2度目の開催となるANTHEM主催のヘヴィ・メタル・フェス「HEADSTRONG FES.18」のライブを収めた作品。 ANTHEM以外ではSABBRABELLSのライブを収録。 |

## 出版物

### 書籍
- ANTHEM BIBLE（2005年、ドレミ楽譜出版社）ISBN 978-4-285-10531-5

### レコード・レーベル
- Anthem | アンセム - ユニバーサルミュージック （日本語）
- アンセム - ビクターエンタテインメント
- ビクターエンターテインメント内ページ （日本語）
- ニュークリア・ブラスト内ページ[リンク切れ] （ドイツ語）（英語）
- ゴールデン・ロボット・レコード内ページ[リンク切れ] （英語）